# Mariano de María
Mariano José de María Sala, född 31 augusti 1901, var en argentinsk bobåkare. Han deltog vid olympiska vinterspelen i Sankt Moritz 1928. Hans lag kom på fjärde plats.